# Hans Ræder
Hans Henning Ræder (* 11. Oktober 1869 in Kopenhagen; † 4. Juni 1959 ebenda) war ein dänischer Klassischer Philologe.

## Leben
Hans Ræder studierte Klassische Philologie und Geschichte an der Universität Kopenhagen und legte 1893 die Schulprüfung mit Griechisch als Hauptfach ab. Im Jahr 1900 wurde er promoviert. Von 1911 bis 1939 lehrte er Griechisch und Latein für Anfänger an der Universität Kopenhagen und war von 1921 bis 1939 Bibliothekar am Philologisch-historischen Institut.
Er gehörte mit Anders Bjørn Drachmann, William Norvin und Ada Adler zum Kreis um den bedeutenden dänischen Philologen Johan Ludvig Heiberg (1854–1928), der ein großangelegtes Editionsvorhaben zur technischen Literatur der alten Griechen vorantrieb. Ræder bearbeitete die Werke des Theodoret und des Oreibasios. Er und seine Mitarbeiter standen in engem, freundschaftlichen Kontakt zur deutschen Klassischen Philologie, besonders mit Ulrich von Wilamowitz-Moellendorff und seinen Schülern.
Weitere Editionsprojekte Ræders betrafen Tycho Brahe und Saxo Grammaticus. Besonders verdient gemacht hat er sich um Leben und Werk des Philosophen Platon, zu dem er zahlreiche Einzeluntersuchungen in dänischer und deutscher Sprache veröffentlichte.